# Shinboku

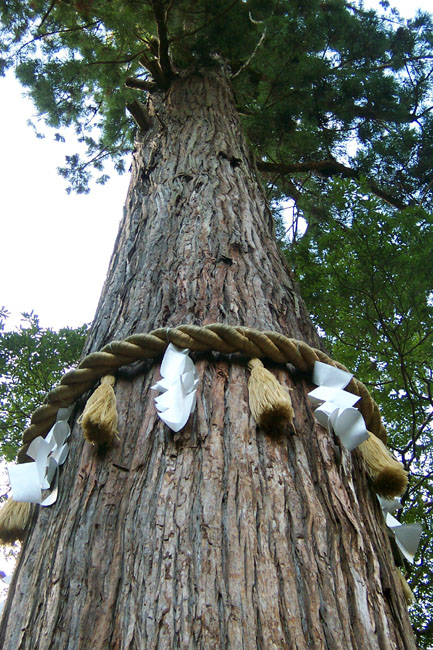
Ett shinboku med shimenawa, Yuki-jinja

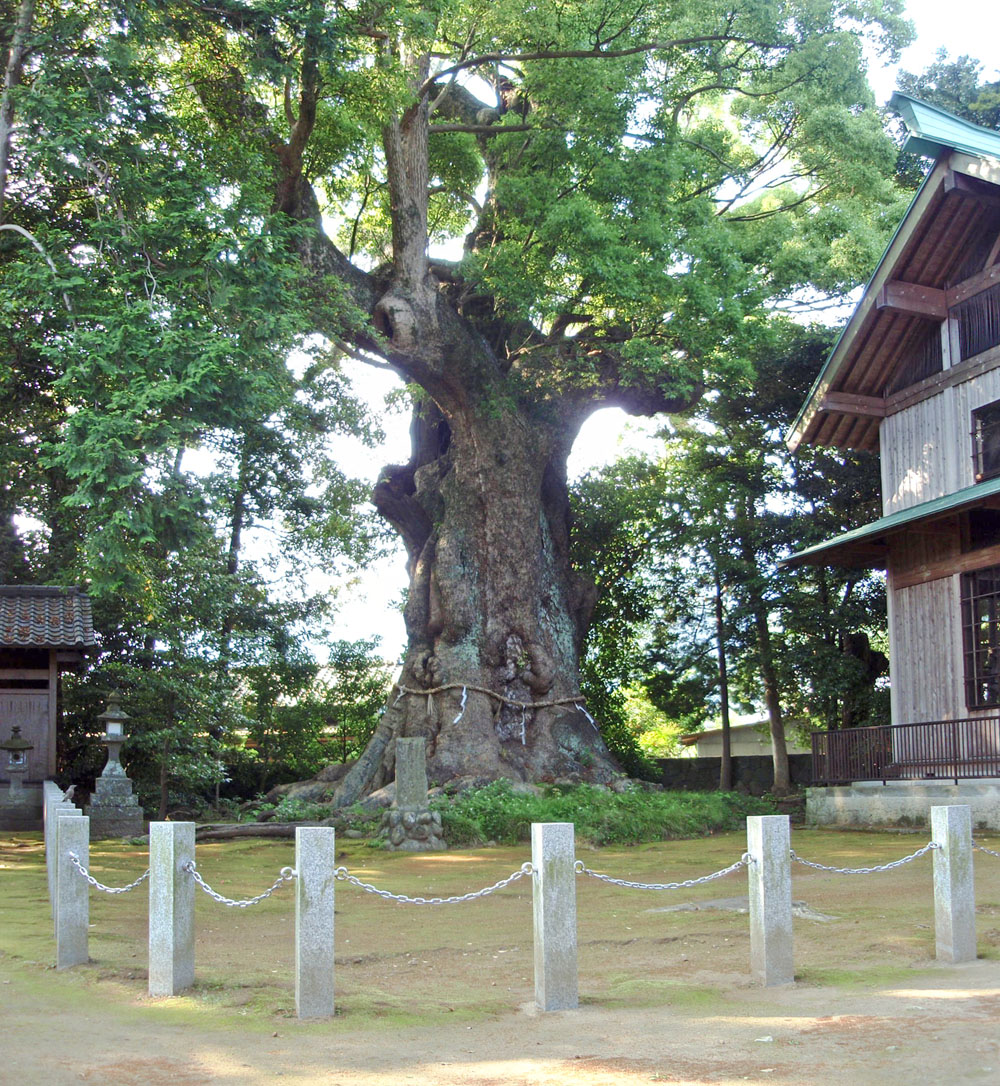
Ett shinboku i Sugihokowake no Mikoto-jinja, naturminne

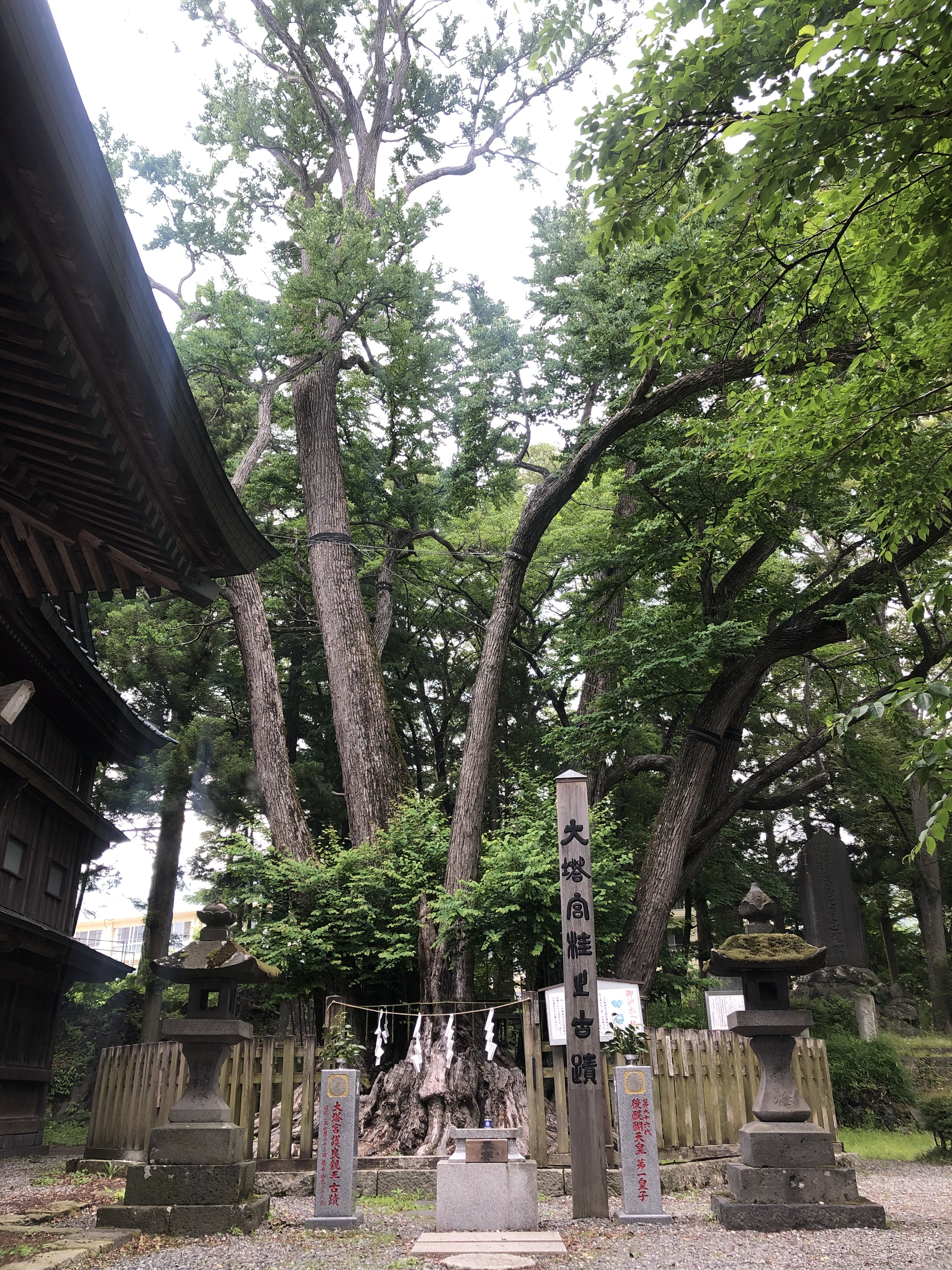
Omurosengen-jinja, Fujiyoshida, Yamanashi prefektur

Shinboku (神木, "heligt träd") är en typ av shintai (objekt som bebos av kami), och avser träd och lundar som inom Ko-Shintō fungerar som himorogi (primitiva helgedomar). Innefattar även träd som samtidigt är yorishiro (objekt som kan locka till sig kami), shiniki (heligt område), och kekkai (gräns mellan olika världar). De kallas också Go-shinboku.
Generellt sett avser ordet antingen shintai i form av träd som finns på shinto-helgedomars område, de omgivande chinju no mori (heliga lundar), eller träd som inte får fällas.
Det kan även syfta på träd med speciell betydelse inom lokal folktro på antingen helgedomars eller privatpersoners ägor. I vissa fall avser det också den skog som avverkas för att bygga nya helgedomar, eller speciella vildväxande träd som avverkas.

## Översikt
Inom Ko-Shintō ingår naturdyrkan både i form av himorogi och vördan av iwakura (stora stenar bebodda av kami), och på grund av tacksamhet, fruktan, och vördnad av kami, andar, och naturen har man på platser med speciell miljö ansett inte bara träd utan diverse framträdande saker vara shintai. Under loppet av flera tusen år fördes dessa seder vidare genom helgedomar och festivaler, och påverkades av utländska religioner samt inhemska påfund för att bland annat bli Jinja-Shintō.
Platsen där kami bor flyttades med tiden från naturen till byggnader (så kallade yashiro), men merparten av de tiotusentals helgedomar som finns i Japan är byggda på platser med himorogi, med sitt ursprung i Ko-Shintō. På grund av detta finns och dyrkas det på många av deras områden antingen shinboku vilka räknas som himorogi, magiska stenar som räknas som iwakura, eller stenmonument och högar. Då Ko-Shintō och Jinja-Shintō delar många aspekter finns det även helgedomar som saknar byggnader, men där shinboku anses vara boplats till kami och dyrkas. Det finns även platser där träd som står mitt i naturen, och inte ingår i någon helgedom dyrkas.
Vintergröna träd med skarpa grenar används ofta i Shinto-ritualer som ett yorishiro i vilket kami kan nedstiga (tamagushi). Det som vanligast används som tamagushi är växten sakaki, men eftersom den inte växer vilt norr om Kantō-regionen så används även Eurya japonica och Magnolia compressa. I allmänhet syftar tamagushi på grenar som har skurits av för att erbjudas vid ett altare, medan shinboku är rotade i marken.

## Yorishiro
Kamiyorigi (神依木) och kanjinboku (勧進木) m.m. anses fungera som yorishiro till kami, och behandlas därför bland annat genom att shimenawa (en typ av rep) knyts runt dem. På helgedomar som inte har några byggnader kan de behandlas som shintai. Vanliga arter är nageia nagi, ilex integra, och kryptomeria.
Dessutom finns det fall där träd som särskilt betraktas som separata från yorishiro behandlas som shinboku för att bevara eller utsmycka landskapet, såsom cedrarna i Ise Jingū. Bland folk som arbetar i bergstraker förekommer det även att särskilt iögonfallande träd anses vara yorishiro till någon bergsgud, och temporärt dyrkas.
Gohei (en sorts stav) gjorda av sakaki eller nageia nagi används inom Jinja-Shintō ritualer och kallas också himorogi, men är från början en mer praktisk ersättning till de shinboku som användes i Ko-Shintō.

## Shiniki/Kekkai
Inom Ko-Shintō ansågs himorogi vara shiniki (ett heligt område) i form av platsen där kami bor, och var både fruktade och vördade som gräns mellan tokoyo (de dödas värld) och utsushiyo (de levandes värld). För att kami och andra makter som kan vålla katastrofer inte lätt skulle kunna gå emellan de två världarna blev dessa områden förbjudna att beträda, och så kallade kekkai gjordes genom att knyta runt shimenawa, vilket förseglade gränsen. Även i nutid finns det platser såsom Okinoshima där inte bara heliga träd och lundar, utan en hel ö har blivit förbjuden mark. På vissa platser hålls det också ritualer där dessa kekkai under en begränsad period tas bort, och man då kan be om tur.

## Folktro
Inom folktro kan shinboku avse träd förknippade med någon speciell historia eller ursprung. För övrigt behandlas även träd om vilka kända poeter har skrivit som shinboku. Till dessa räknas t.ex. plommonträden i Dazaifu Tenmangū.

## Minnesträd
Träd som doneras av människor med anknytning till en viss helgedom anses också vara heliga, och behandlas som shinboku.

## Byggnadsträd
När man bygger en helgedom behandlas de träd som används till virke som ett shinboku.